# Língua gestual guineense
A língua gestual guineense ou língua de sinais guineense) é a língua de sinais (pt: língua gestual) usada pela comunidade surda na Guiné-Bissau. Baseia-se majoritariamente na língua gestual portuguesa.